# غمزان (يافع)

تعديل مصدري - تعديل

غمزان هي إحدى قرى عزلة لبعوس بمديرية يافع التابعة لمحافظة لحج، بلغ تعداد سكانها 133 نسمة حسب تعداد اليمن لعام 2004.